# Sandanimation

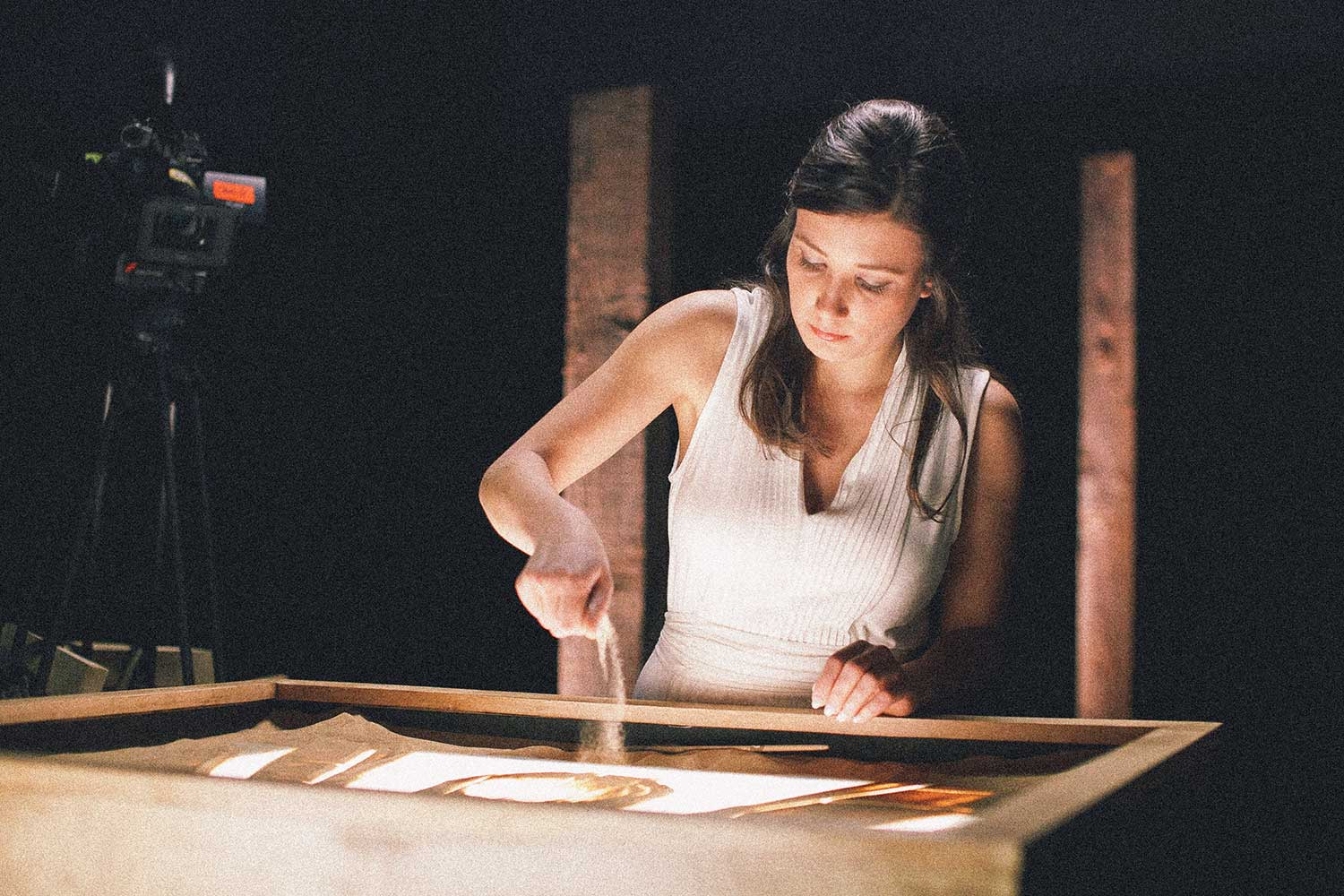
Sandkünstlerin Alexandra Konofalskaya (2015)

Sandanimation (auch Sand-auf-Glas-Animation oder Sandkunst oder Sandmalerei) ist eine Kunstform, bei der mit Hilfe von Sand Bilder erzeugt werden, meist auf einer von unten beleuchteten Glasplatte. Dies geschieht entweder im Rahmen einer Performance, bei der das Publikum das Entstehen der Bilder direkt mitverfolgen kann, oder als Animation einer Serie von Einzelbildern in einem Film.

## Sandanimation als Animationsform
Bei der Erstellung eines Sand-Animationsfilms werden auf einer von vorne oder hinten beleuchteten Glasplatte oder einem Leuchttisch einzelne Bilder aus Sand erstellt. Diese Einzelbilder werden aufgenommen und später zu einer Filmsequenz zusammengesetzt.
Bekannte Sandanimatoren und -filme sind z. B.:
- Alla Churikova, die in München ein Trickfilmstudio und eine Trickfilmschule betreibt, mit den Filmen E=mc2 (1996), Passion fatale (2001), Die Eisbaderin (2003) und Für Mathilde (2008)
- Gerald Conn, ein britischer Filmemacher und Animator, der mit seinem Film The Comet's Tale (1997) den BAFTA-Award 1998 gewann; in diesem Film setzte er sowohl Sandanimation als auch Öl-auf-Glas-Animation ein
- Caroline Leaf, eine kanadisch-US-amerikanische Filmemacherin, die als Pionierin dieser Art von Filmen gilt, mit den Filmen Sand, or Peter and the Wolf (1968) und The Owl Who Married a Goose: An Eskimo Legend (1974)
- Marcos Magalhães, ein brasilianischer Animator, der in seinem Film Animando (1987) eine Vielzahl von Animationstechniken benutzt, u. a. auch die Sandanimation.
- Cesar Díaz Meléndez, der verschiedene Preise für seine sandanimierten Filme Entierra (2006), No corras tanto (2008) und Atormenta (2009) gewann
- Eli Noyes, der in den 1970ern u. a. die Sandanimationen Sandman erstellte
- We stand with Ukraine – Sandmalerei[1]

## Sandanimation als Performance-Kunst
Bei einer Sand-Performance zeichnet der Künstler mit seinen Fingern Linien und Figuren auf eine mit Sand bestreute Fläche bzw. streut neuen Sand auf leere Flächen, so dass eine Serie von Bildern entsteht. Häufig wird ein Tageslichtprojektor als Untergrund verwendet, der die entstehenden Bilder an eine Wand projiziert und so für das Publikum sichtbar macht.
Bekannte Sand-Performancekünstler sind z. B.:
- Ferenc Cakó, ein ungarischer Sandkünstler, der sich vor allem auf surrealistische Bilder spezialisiert hat
- Joe Castillo, er wird als einer der ersten Sandkünstler bzw. Sand-Geschichtenerzähler bezeichnet[2]
- Erika Chen, eine chinesische Künstlerin, die ihre Sand-Performance mit Gesang untermalt und u. a. damit auf der Expo 2010 auftrat
- David Charvet, US-amerikanischer Zauberkünstler, der mit farbigem Sand Bilder kreiert[3]
- Su Dabao, einer der ersten chinesischen Sandkünstler
- Ahmad Habash, ein in Deutschland lebender palästinensischer Künstler, der zum dritten Gedenktag an den ehemaligen palästinensischen Präsidenten Jassir Arafat eine Sandanimations-Performance aufführte
- Aleksandra Konofalskaya, eine belarussische Sandkünstlerin
- Frauke Menger, eine deutsche Sandkünstlerin[4]
- David Myriam, ein französischer Sandkünstler
- Natalya Netselya, eine russische Künstlerin, 2010 Finalfünfte der Show Das Supertalent, anschließend auf Tournee mit der Musikgruppe The Kelly Family
- Ksenija Symonowa, eine ukrainische Künstlerin, die mit ihrer Sand-Performance 2009 in der ukrainischen Variante der Show Das Supertalent gewann
- Aljona Voynova, eine russische Sandkünstlerin, geboren in der Nähe der russischen Stadt Samara, nutzt Sand aus der Wolga, inspiriert von der israelischen Sandkünstlerin Ilana Yahav, zahlreiche TV-Auftritte und Preise, illuminierte 2016 das Brandenburger Tor
- Katrin Weißensee, erste deutsche Künstlerin der Sandanimation, 2006/2007 inspiriert von Ilana Yahav
- Ilana Yahav, deren Sandkunst in Werbefilmen für die US-amerikanische Telefongesellschaft Qwest zu sehen war
- Svitlana Telbukh, eine ukrainische Künstlerin, die internationale Auftritte hat.